# علی‌اکبر قاضی‌زاده
علی‌اکبر قاضی‌زاده (زادهٔ ۱۵ مرداد ۱۳۲۸ در تهران) پژوهشگر حوزه رسانه و ارتباطات و روزنامه‌نگار ایرانی‌ست. او در کلاس‌های آزاد مؤسسه رخداد تازه تدریس می‌کند. قاضی‌زاده معاون سردبیر روزنامه نشاط بود و فرناز قاضی‌زاده برادرزاده اوست. قاضی‌زاده همچنین از نویسندگان مجله طنز سه‌نقطه بوده است.